# Batalla de Naïssus
La batalla de Naïssus fou un enfrontament armat entre una coalició de tribus gòtiques i l'exèrcit de l'Imperi Romà, comandat per l'emperador Claudi II el Gòtic, en la localitat de Naïssus, avui en dia Niš en l'actual Sèrbia.
El resultat de la batalla fou una contundent victòria romana, que combinada amb les posteriors campanyes de l'emperador Luci Domici Aurelià, va aconseguir eliminar l'amenaça de les invasions germàniques en la frontera balcànica durant les següents dècades.

## Rerefons
El 267, una gran onada de tribus germàniques liderada pels hèruls havien saquejat la costa del Mar Negra, Mar Egea i diverses illes i ciutats gregues, arribant a posar setge a Atenes, on foren finalment derrotats. Rebutjats cap al nord, foren finalment interceptats per l'exèrcit imperial comandat per Galiè, qui els derrotà severament a la batalla de Nestus.
En el passat, la batalla de Nestus i la de Naïssus es van arribar a confondre, però estudiosos moderns han distingit clarament ambdues batalles i fins i tot creuen que la primera victòria romana (Nestus) fou tan decisiva que les següents batalles liderades per Claudi II el Gòtic no foren més que una campanya de neteja.
Després de la victòria, Galiè va tornar de pressa cap a Itàlia per enfrontar-se a l'usurpador Aureol, però fou assassinat i Claudi II pujà al tron. Claudi va haver d'enfrontar-se gairebé immediatament als Alamans, que havien envaït Itàlia i a qui va derrotar en la batalla del llac Benacus. No va ser fins llavors que finalment va poder fer-se càrrec dels bàrbars de les províncies balcàniques.

## Batalla
Els dos exèrcits s'enfrontaren a la rodalia de Naïssus, amb els romans avançant des del nord. Ambdós bàndols comptaven amb nombroses tropes i perderen un gran nombre d'homes, però en el punt crític de la batalla, els romans simularen fugir i després d'un llarg rodeig, tornaren a atacar a l'enemic pel flanc, acabant amb uns 50.000 gots. El futur emperador Aurelià liderava l'atac de la cavalleria romana, decisiva en l'atac victoriós dels romans.

## Fets posteriors
Molts gots aconseguiren escapar cap a Macedònia, però amb la cavalleria romana constantment perseguint-los i castigant la seva rereguarda. Finalment, els bàrbars foren rodejats i atrapats vora la Serralada dels Balcans, on una epidèmia els va delmar. Molts bàrbars caigueren morts i altres foren fets presoners. Alguns altres foren admesos a l'exèrcit romà. Però l'epidèmia també va afectar els romans i el mateix Claudi II caigué malalt, morint el 270.
La importància de la victòria fou tan gran que Claudi es va guanyar el sobrenom de Gothicus ("conqueridor dels Gots"). Malgrat tot, només un any més tard i després de repel·lir una nova invasió, el nou emperador Aurelià decidia abandonar la província de la Dàcia per sempre, per millorar les defenses de l'imperi.